# 後蜀 (十国)

後蜀
蜀

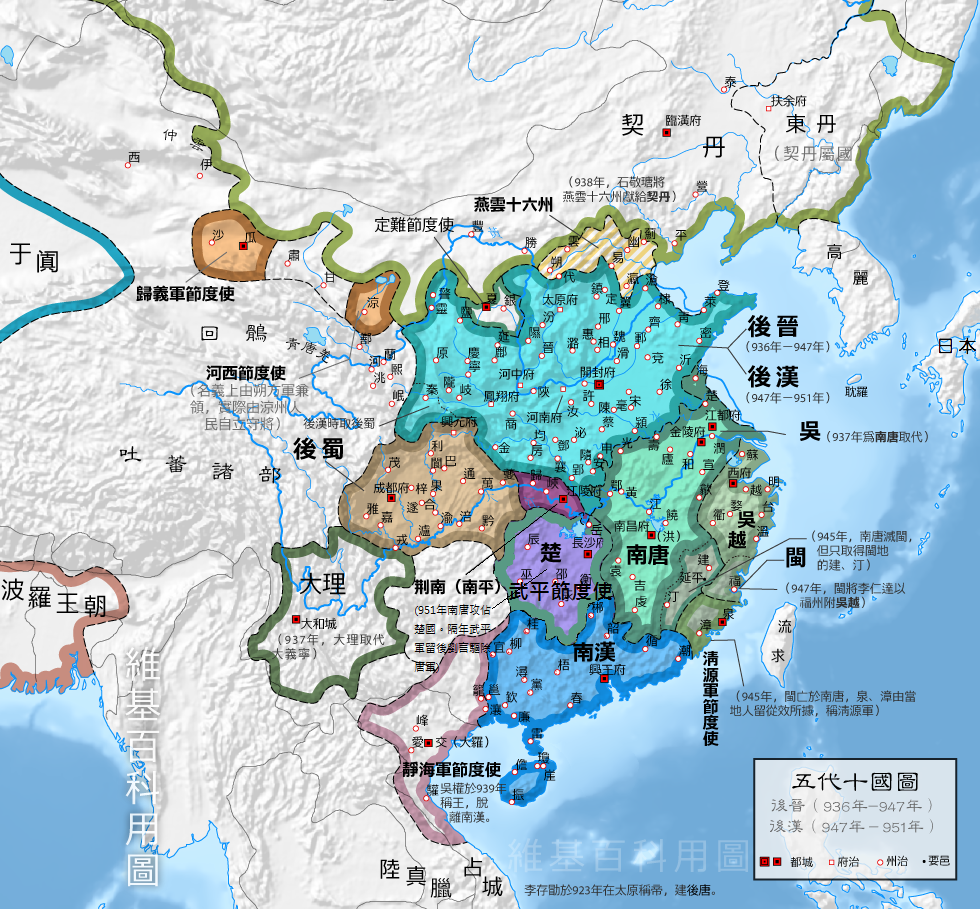
後蜀（後晋・後漢代：936年-951年）

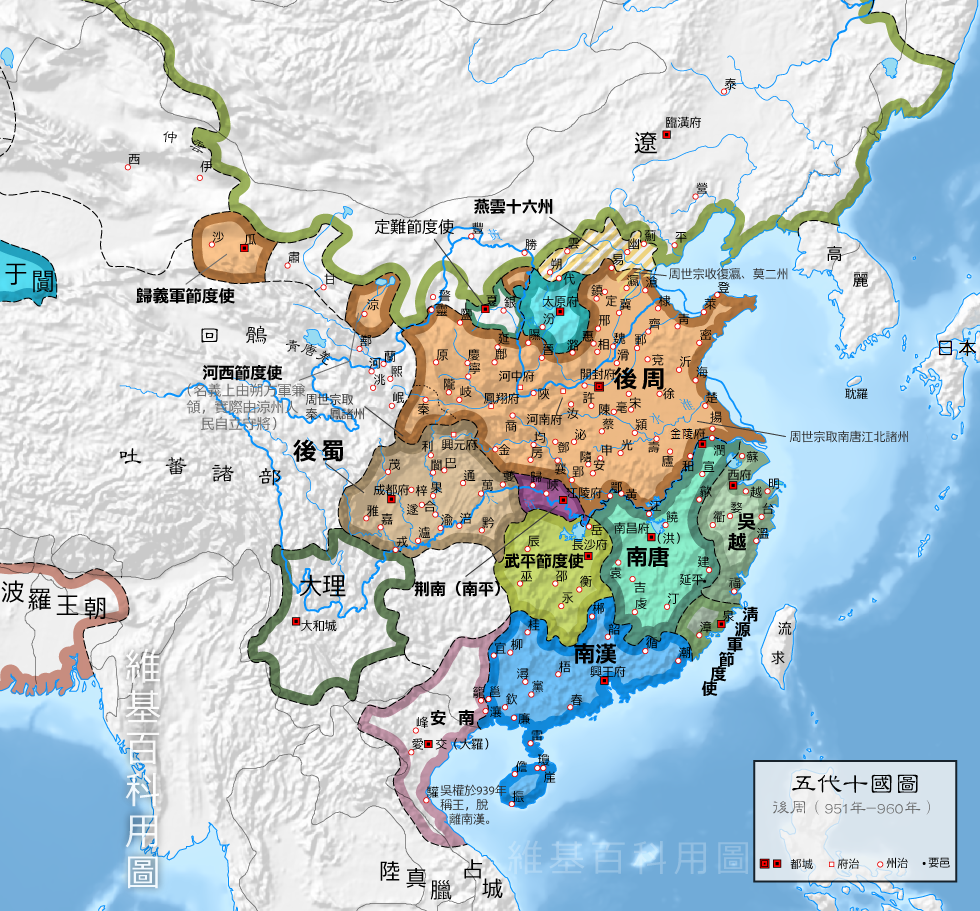
後蜀（後周代：951年-960年）

後蜀（こうしょく、934年 - 965年）は、中国五代十国時代に成都を中心に四川省を支配した国。四川の豊かな財物を背景に文化の華を開かせた。

## 歴史
後蜀の前に四川には前蜀が割拠していたが、内部の腐敗を突いた後唐の荘宗により925年に滅ぼされた。そしてこの地の統治を任されたのが、後蜀の建国者の孟知祥である。
その後、後唐では荘宗が殺されて明宗が擁立される。明宗は蜀にいる孟知祥への警戒心を強め、孟知祥を抑制する動きを見せる。これに反発した孟知祥は930年に挙兵して後唐軍を蜀から追い出し、932年までに蜀全域を制圧した。ここに至り、明宗も孟知祥を完全な支配下に置くことを諦めて懐柔策に転じ、933年に孟知祥は蜀王に封ぜられ、翌年に明宗が死ぬと完全に自立して皇帝位に就いたが、同年に死去した。
その後、孟知祥の五男の孟昶が帝位に就く。天然の要害である蜀ではあまり外敵の心配はせずとも良く、その軍隊を内部の監視に向けて権力を保持し、前蜀が発展させた農業・養蚕業を更に発展させ、文化人の保護に力を入れた。孟昶は首都の成都を美しく飾る事を考え、城内（中国の都市は大体の場合は城塞都市である）のいたる所に芙蓉の花を植えさせ、成都城は別名・芙蓉城と呼ばれるようになった。
さらに五代が後晋から後漢へと代わる混乱に乗じて、秦・階・成・鳳の四州（現在の甘粛省天水を中心とした地域）を奪った。しかし後漢から後周へ交代し、名君世宗が登場すると955年に四州を奪い返される。960年に宋が成立すると孟昶は北の北漢と手を結んで宋に対抗しようとするが、抵抗むなしく965年に宋に併合された。孟昶は開封へと連れられ、秦国公に封ぜられて同年に死去した。死後、楚国王の称号を追封され、諡として恭孝を贈られた。
後蜀が滅びた後に、宋は戦費調達のために蜀の地を徹底的に収奪し、大量の財貨を開封へ持ち帰った。このことは蜀人の宋に対する強い恨みを残し、後の993年から995年にかけて四川均産一揆と呼ばれる大規模な農民反乱を起こすことになる。

## 文化
前蜀と同じく、四川には平和を求めて流れて来た文人が数多く集まり、東の呉・南唐と並んで五代十国時代の最高峰の文化を花開かせた。
後蜀の代表的な文化人としては画家の黄筌、詞人の毛文錫・欧陽炯などが上げられる。
黄筌は前蜀・後蜀の両方に宮廷画家として仕えた人物である。花鳥画を得意とし、後の宋代には黄筌と南唐の花鳥画家の徐熙の2人を花鳥画の基本とした。
毛文錫と欧陽炯はこの時代になって一般的になってきたジャンル「詞」が主な作品である。それまでの詩（漢詩）とは違い、形式に捕らわれずありのままの感情を表現し、歌うように詠むのが詞である。詞にはそれまでは大っぴらに喋るべきことではないと考えられていた恋愛や性的なことを題材とした作品（艶詞と呼ばれる）も多くあり、この時代に意識が開かれたことが感じられる。
毛文錫も黄筌と同じように両蜀に仕えた人物であり、欧陽炯は後蜀の宰相にまでなった人物である。別の見方をすれば、このような文人が政権の傍にいたから後蜀は滅んだとも言えないこともないが。これらの詩人の作品は晩唐の836年から940年までに各地で詠まれた詩・詞を集めた詩集『花間集』に集められ、欧陽炯が序文を書いている。

## 後蜀の皇帝
| 代数 | 廟号 | 名前                 | 字   | 生没年        | 在位          |
| ---- | ---- | -------------------- | ---- | ------------- | ------------- |
| １   | 高祖 | 孟知祥               | 保胤 | 874年 - 934年 | 934年         |
| ２   | 後主 | 孟昶（元の名は仁賛） | 保元 | 919年 - 965年 | 934年 - 965年 |

## 後蜀の年号
|    | 年号 | 年数          |
| -- | ---- | ------------- |
| １ | 明徳 | 934年 - 938年 |
| ２ | 広政 | 938年 - 965年 |